# Лісеберг
Лісеберг (швед. Liseberg) — парк розваг в Гетеборзі (Швеція). Один з найбільших парків розваг в Європі, у 2005 році журнал Forbes включив Лісеберґ в топ-10 кращих парків розваг у світі.

## Історія
Лісеберг в перекладі зі шведської означає Гора Лізи. Така назва з'явилася задовго до заснування парку, в 1753 році, коли господарем цієї землі був Йоган Андерс Ламберг він дав цій місцевості таке ім'я на честь своєї дружини Єлизавети Седерберг, яку він ласкаво називав Лізою. У 1908 році міська влада викупила цю територію за 225000 крон і почалася забудова парку. Парк розваг почав роботу в 1923 році.

## Розваги та відпочинок в Лісеберзі
Площа парку розваг - понад 25 000 м². Сьогодні в Лісеберзі працюють 35 атракціонів на будь-який вік і смак. Найвідоміші — американські гірки Бальдура (у 2003 і 2005 році вони були визнані кращими дерев'яними гірками у світі), Канунен (Пушка) (вагончик з пасажирами підіймається під кутом в 70 градусів, зависає на висоті 24 метрів, а потім з такою ж швидкістю і під таким же кутом спускається вниз), Вежа Лісебергу (LisebergsTornet) — кабінка, що підіймає туриста на висоту 125 м над рівнем моря і інші. Парк також пропонує велику кількість атракціонів для дітей, серед яких, наприклад, Замок казок, Каллерадо і Готель привидів Гаст. Крім атракціонів, на території парку розташовано безліч кав'ярень, а також понад 10 ресторанів, де подають страви шведської кухні. Кожен день літа в парку проводяться танці. Лісеберг досить часто виступає і як майданчик для музичних шоу світових поп- і рок-зірок. У минулому тут виступали Боб Марлі, Led Zeppelin, The Rolling Stones, The Beach Boys, The Who, PJ Proby, Френк Заппа, Джиммі Гендрікс.

## Час роботи
Взимку в Лісеберзі закрито більшість атракціонів, але заливається ковзанка, працює різдвяний ринок, де продаються іграшки ручної роботи та продукти шведської кухні. Відкриття атракціонів зазвичай відбувається на Великдень. 
Години роботи парку навесні: з 12 по 20 годину в неділю, з 11 до 21 годину в суботу та з 15 до 22 години в інші дні, крім понеділка і вівторка. 
Влітку години роботи збільшені: парк відкривається о 13 годині в червні, в 11 у липні та серпні, а закривається, як правило, о 23 годині за місцевим часом. Влітку Лісеберг працює без вихідних.

## Адреса
Orgrytevagen, 402 22 Göteborg, Швеція

## Галерея

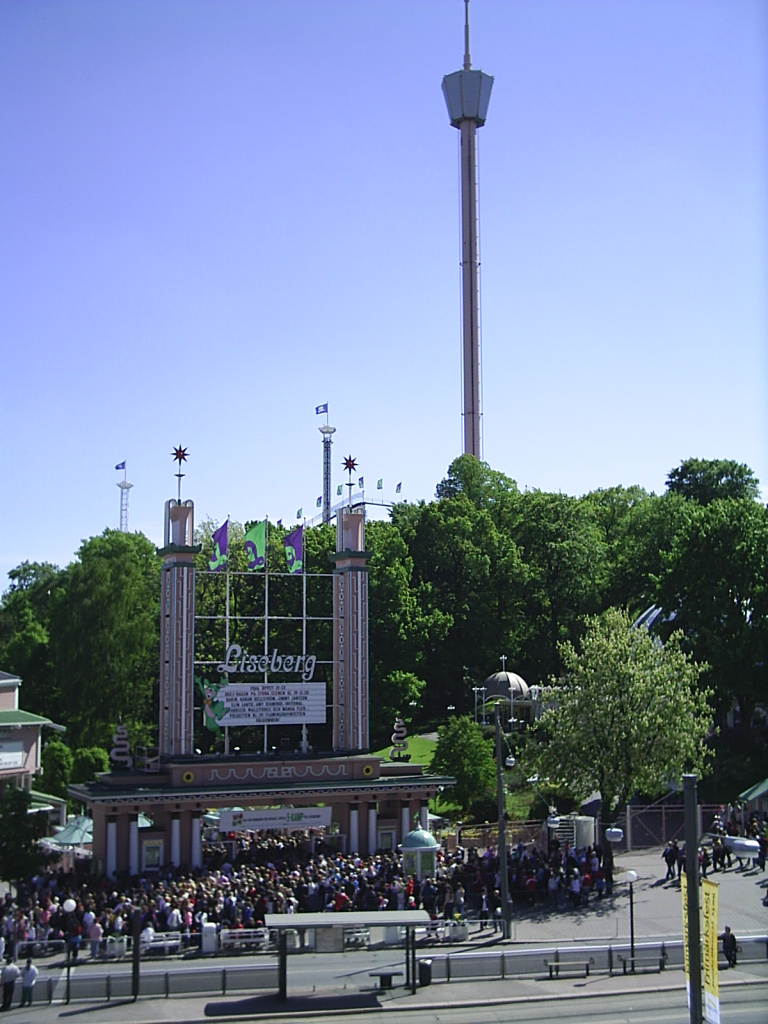
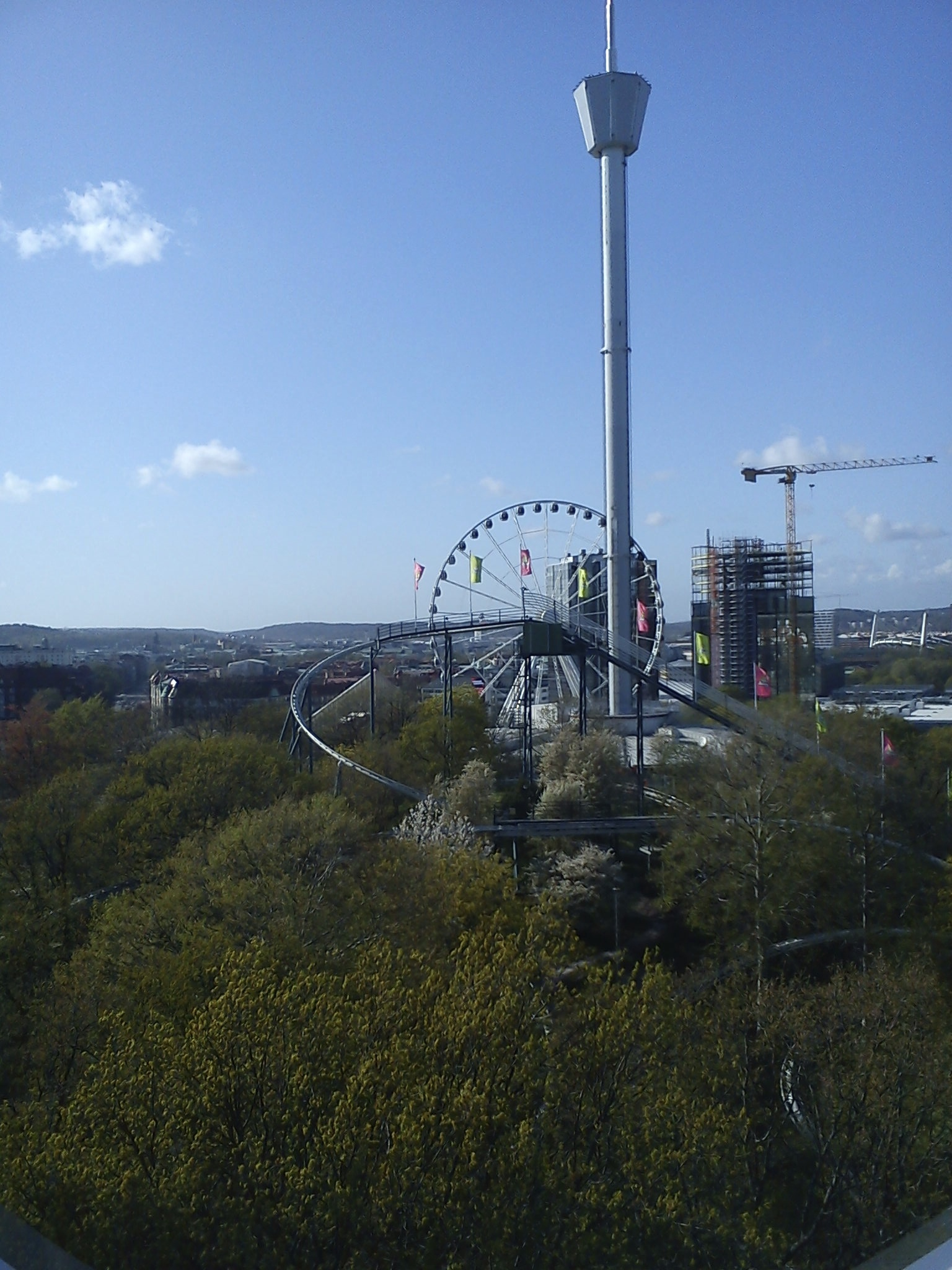
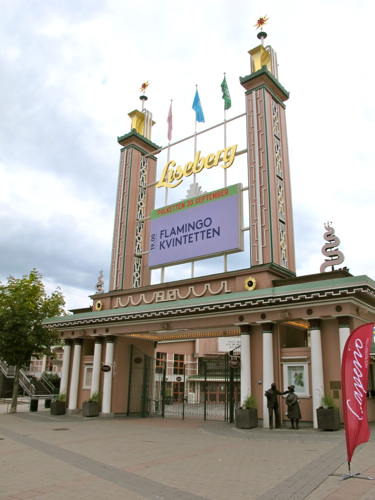

## Дивись також
- Гетеборзький симфонічний оркестр
- Лісеберг